# Francesco Canali

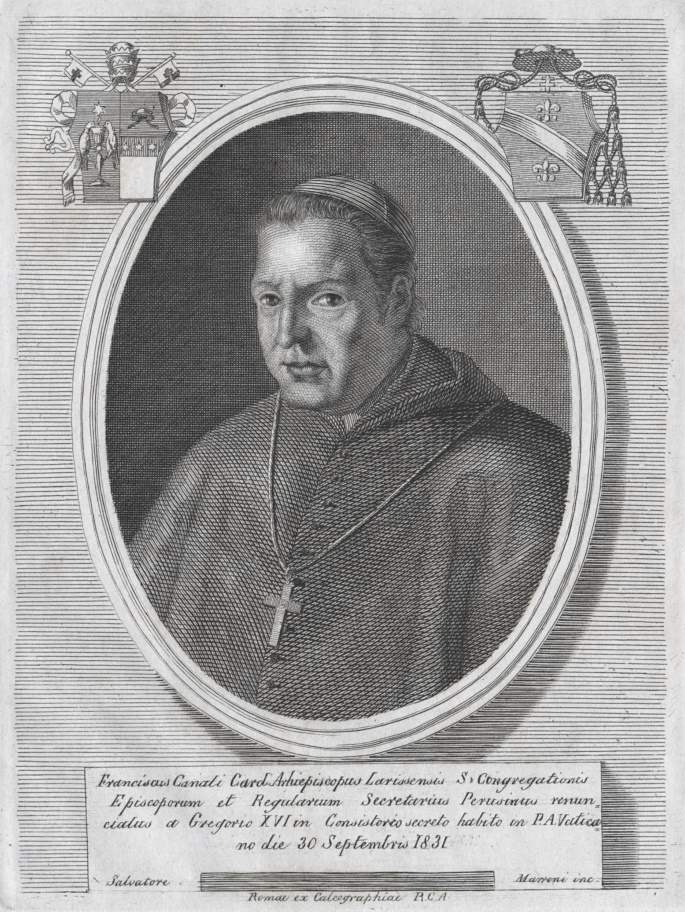
Francesco Kardinal Canali

Canalis Kardinalswappen

Francesco Canali (* 14. Oktober 1764 in Perugia, Italien; † 11. April 1835 in Rom) war ein italienischer römisch-katholischer Theologe, Bischof und Kardinal.

## Leben
Francesco Canali studierte in seiner Heimatstadt Perugia und wurde im Dezember 1786 zum Diakon geweiht. Zwei Jahre später empfing er die Priesterweihe. 1793 wurde er Theologieprofessor am Priesterseminar von Perugia, dessen Rektor er von 1797 bis 1806 war. Zudem war Canali von 1797 bis 1800 Prior des Theologenkollegs seiner Heimatstadt und danach dessen Kämmerer. 1809 wurde er von den Franzosen gefangen gesetzt und nach Parma, Piacenza, Korsika und Bastia gebracht. Erst im August 1814 kehrte er nach Perugia zurück.
Papst Pius VII. ernannte Canali am 26. September desselben Jahres zum Bischof von Spoleto. Er empfing die Bischofsweihe und wurde am 30. November 1814 inthronisiert. 1820 verfasste er neue Konstitutionen für das Priesterseminar seiner Diözese. Im selben Jahr verließ er Spoleto, als er zum Bischof von Tivoli ernannt wurde. 1820 bis 1822 sowie 1826 führte er pastorale Visitationen durch.
1827 ging er an die Kurie und wurde Sekretär der Bischofs- und Religiosenkongregation sowie Titularerzbischof von Larissa in Thessalia. Papst Gregor XVI. nahm Canali am 30. September 1831 in pectore ins Kardinalskollegium auf. Erst 1834 wurde die Erhebung bekanntgegeben und Francesco Canali die Titelkirche San Clemente zugewiesen. Das Theologenkolleg von Perugia zelebrierte nach der Bekanntgabe ein Pontifikalamt.
Kardinal Canali starb 1835 nach kurzer Krankheit und wurde in seiner Titelkirche beigesetzt.